# آرتیگو
آرتیگو (به فرانسوی: Artigue) یک کمون در فرانسه است که در canton of Bagnères-de-Luchon واقع شده‌است. آرتیگو ۹٫۷۲ کیلومتر مربع مساحت دارد ۱٬۲۵۰ متر بالاتر از سطح دریا واقع شده‌است.